# Ланча
Lancia Automobiles S.p.A. (произнася се Ланча) е италианска компания, понастоящем дъщерна на Fiat Chrysler Automobiles (FCA Italy), за производство на леки автомобили, товарни автомобили, автобуси, тролейбуси и военна техника. Основана е през 1906 г. от автомобилния състезател Винченцо Ланча. През 1969 г. компанията става част от FIAT Group, по-късно Fiat Chrysler Automobiles. В България е марката е известна и с грешното произношение „Ланчия“.
Lancia има дълга история в производството на автомобили и запомнящо се представяне в Световният рали шампионат, като е спечелила общо 10 световни титли. Марката е символ на елегантен дизайн и иновативни технологии. Освен това можем да опишем автомобилите на марката като комбинация от луксозен интериор и спортен дух. Модерните модели на компанията се разглеждат като по-луксозна алтернатива на моделите в гамата на FIAT, върху чиято база се основават.
Една от запазените марки на фирмата е използването на букви от гръцката азбука, с които кръщават своите модели.
Главен изпълнителен директор (CEO) на Lancia е Оливие Франсоа от 2004 до 2007 г., Саад Чехаб до 2013 г., и от 2013 г. насам – Антонела Бруно.

## История

### Фамилията Ланча
Джузепе Ланча (1860 – 1919) е бизнесмен от Торино, който е баща на Винченцо Ланча. Бизнесът му е бил свързан с хранителната индустрия и е осигурил добър живот за семейството си. От 16-годишен започва бизнеса си в Аржентина, после продава фабриката си там и се връща да инвестира в Италия. Той е издигнат в кавалер от Италианската армия и е повишен в градски съветник от гражданското общество в Торино. Джовани освен бизнесмен е бил и преводач. Джузепе се омъжва за Мариана Ораци през 1875 г. През 1876 г. се ражда първият им син Джовани. Джовани Ланча през живота си е бил отдаден на писмени дейности и е обичал много гръцкия език. През 1879 г. се ражда второто им дете – дъщеря им Маргарита, която почива твърде млада – през 1894. Винченцо Ланча е третото дете в семейството и е роден през 1881 г. През 1884 г. се ражда и втората им дъщеря Анна Мария, която след като се омъжва приема името Анна Мария-Джакобини. Семейството прекарва свободното си време във вила „Фобело“.
Винченцо Ланча е роден на 24 август 1881 във Фобело, Италия. Баща му държи Винченцо да набляга на хуманитарните науки и да стане адвокат, но Винченцо има съвсем друга страст. През ученическите си години не показва особен интерес към част от предметите. Благодарение на познанството на семейството му с братята Баниста и Джовани Чейрано, той трупа опит в областта на механиката и дава свои идеи и проекти в тази област, което показва, че Винченцо има огромни заложби в тази област и печели дълбоко уважение от баща си за избора, който е направил. Един от неговите приятели, Карло Бишарети Ди Руфия, е имал Бенц и Ланча е натрупал опит там. След създаването на FIAT Винченцо работи първо като работник, после става един от най-достойните пилоти на компанията. През 1922 г. Винченцо Ланча се жени за секретарката си Аделе Маджиети. Винченцо и Аделе имат три деца – Джани, Елеонора и Мария. Винченцо почива на 15 февруари 1937 г. от сърдечен удар.
Елеонора Ланча се омъжва за Джани Боджоне (собственик на фирмата CIR). Имат дъщеря, Маргарита. Жестока трагедия покосява семейството, след като Елеонора е убита в дома си от член на семейството на съпруга ѝ, най-вероятно от ревност. Този случай получава сериозен отзвук в Италия.
Мария Ланча се омъжва за Фердинандо Гата, който е бил състезател от отбора на Ланча. Имат син Марко и дъщеря Габриела. Още една трагедия сполетява семейство Ланча. Габриела е наследила част от таланта на дядо си Винченцо и се занимава с мебели, но има наркотична зависимост и на 33-годишна възраст се самоубива. Синът им Марко е отвлечен от италианска групировка, когато е на 22 години. Марко е освободен, след като е платен откуп.
Джани Ланча наследява компанията и също така ръководи свой собствен бизнес. Джани е роден на 24 ноември 1924 във Фобело. Заедно със сестрите си Елеонора и Мария завършва Техническия университет в Пиза. Джани имал силно увлечение към състезателните автомобили, като няколко години се е състезавал за Ланча. Скъпите инвестиции и влагането на средства в не толкова значими проекти води компанията до фалит и през 1957 г. продава компанията на Карло Пезенти. След този момент Джани се отдава на хранителната индустрия и за няколко години живее в Бразилия. От първия си брак има двама синове – Мариеле и Винченцо. Вторият му брак е с френската актриса Жаклин Сасанд. Двамата имат син Лоренцо.

### Автомобилостроене
| Година | Брой коли |
| ------ | --------- |
| 1998   | 175 215   |
| 1999   | 161 019   |
| 2000   | 170 348   |
| 2001   | 134 812   |
| 2002   | 110 529   |
| 2003   | 108 989   |
| 2004   | 118 201   |
| 2005   | 115 543   |
| 2006   | 122 956   |
| 2007   | 118 036   |
| 2008   | 113 307   |
| 2009   | 113 810   |
| 2010   | 97 757    |
| 2011   | 100 007   |
| 2012   | 98 733    |
| 2013   | 71 223    |
| 2014   | 69 835    |
| 2015   | 61 652    |
| 2016   | 67 059    |

Ланча Отомобайлс е основана на 29 ноември 1906 г. в град Торино от Винченцо Ланча и приятеля му Клаудио Фоголин, и двамата състезатели от отбора на ФИАТ, с името Lancia & C. Първият автомобил на Lancia е моделът „Tipo 51“ с мощност 12 к.с. (по-късно наречен „Алфа“), направен през 1907 г. Тази кола е снабдена с малък четирицилиндров двигател с мощност 58 к.с.
След създаването на първия си автомобил Ланча Алфа, Винченцо продължава с усърдната си работа в създаването на нови автомобили. Допълнителен стимул му дава това, че марката успява да покаже своя потенциал с първия си модел не само на Стария континент, но и отвъд океана. Логото на компанията е проектирано от Карло Бискарети ди Руфия.
С много труд и финансиране от семейния бизнес на семейство Ланча и финансова помощ от няколко италиански банки, е построена първата фабрика на марката Борго Сан Паоло в Торино. Там се произвеждат последните екземпляри на модела Ланча ДиАлфа. След започването на Първата световна война Ланча се ориентира като повечето италиански производители към производство на военна техника. Същевременно на пазара излизат моделите Ланча Бета 15-20КС и Ланча Гамма 20КС. През 1913 е произведен един от най-революционните автомобили за марката – Ланча Тета. Това е първият автомобил с внедрена електрическа система. През 1919 Винченцо Ланча и Клоудио Фоголин (в труден момент от живота му) работят усърдно в създаването на нов модел, който да подобри финансовото състояние на компанията след войната. Ланча Каппа (1919) носи успех на компанията и също така е добре приветстван в някои европейски страни, където Ланча стъпва за първи път. Поради успехът са лансирани моделите Ланча ДиКаппа и Ланча ТриКаппа. В един-единствен екземпляр е създаден през 1918 – любимецът на публиката Ланча 12 Цил. Автомобилът е първият автомобил с 12 цилиндров двигател и е участвал във високоскоростни състезания.

През 1921 върху платформа на Ланча Епсилон е произведен един от най-успешните модели за компанията Ланча Ламбда. Автомобилът е произведен в 8 серии и в над 20 различни версии. С този автомобил Ланча участва в различни автомобилни състезания. Това е първият автомобил, от който са произведени над 10 000 броя. През 1928 е създаден моделът Ланча ДиЛамбда.

През 1930 година Ланча решава да смени имената на моделите си. Вместо да ги кръщава с букви от гръцката азбука, поради новите виждания на проектантите и ограничения брой символи и опасността от повтаряне Винченцо и екипът му решават моделите да бъдат именувани с имена, свързани с историята. Така през 1931 се появява Ланча Астура.

През 1957 след като Ланча е продадена на миланския бизнесмен Карло Пезенти компанията тръгва в друга посока. Този период е известен като Ланчиите с трите „Ф“. През 1957 се появява величествената лимузина Ланча Фламиниа. Автомобилите Ланча Флавиа и Ланча Фулвиа, освен че постигнат успех като седани, техните купе и спортни версии възвръщат вярата в славната италианска марка. Ланча Фулвиа печели редица състезания, а кабриолетът на Ланча Флавиа е пример за стил и добър дизайн. С купе версиите Ланча печели нова популярност в страни като САЩ и други американски страни.
Поради нова финансова криза, която покосява Ланча компанията става част от ФИАТ и семейство Анели през 1969. Въпреки първоначалните противоречия и недоверието в новия партньор, семейство Анели решава да върне гръцките букви в имената на традиционната марка. През 1972 са представени Ланча Бета и един от най-важните и емблематични модели на марката – Ланча Стратос. Автомобилът печели редица престижни рали състезания и е високо ценен и определян за един от най-добре конструираните автомобили някога. Заедно с купе версията си автомобилът възвръща славата на серийните модели на марката на някои позабравени пазари примерно – Великобритания.
80-те години могат да се определят като най-успешните в историята на марката. Трусовете след поемането от ФИАТ са преодоляват и се превръщат в успех през тези години. Началото е поставено през 1980 с лансирането на Ланча Делта. Автомобилът е с олекотена конструкция, редица технически подобрения, обърнато е изключително внимание на детайлите при кормилната уредба, за да бъде автомобилът по-маневрен и по-пъргав, а двигателят е с повече мощност и по-малък разход на гориво. За тази цел Ланча си сътрудничи с Фиат и Ферари. Революционният дизайн, който дава начало на новата моделна гама е дело на Джорджето Джуджаро. Автомобилът е произведен в 414 000 екземпляра в над 10 различни версии. Печели 8 пъти Световния рали шампионат и взима участие в редица други състезания. През 1982 съвместно с Аутобианки Ланча започва производството на първия си градски автомобил Ланча А112. Автомобилът поради дизайнерските решения е бил именуван като първият лайфстайл автомобил. Същата година се появява и ръбестата Ланча Призма. Тя оставя впечатление със своя характер и с ръбестия си дизайн, новаторския интериор, иновативните дръжки на вратите. През 1982 година е представен и един също много изявен спортист Ланча 037. Ланча Тема е новият флагман на марката. Автомобилът е разработван заедно с Фиат Крома, Алфа Ромео 164 и СААБ 9000. Лимузината се предлага предимно в Европа. Автомобилът е първият голям седан с комби версия.
През 1989 са произведени първите екземпляри от Ланча Дедра. В по ниския клас през 1985 се появява Ланча У10, който също е коопериран модел между Ланча и Аутобианки, но се появява повече като Ланча. Втората генерация на Ланча се появява през 1993. Автомобилът не носи същите успехи като предшественика си, но моделите с най-мощни двигатели печелят призови места в любителски състезания. Въпреки това на базата на втората генерация Делта е построен колекционерския автомобил Ланча Хиена. Колекционери от цял свят наддават за автомобила и днес бройките от автомобила се намират в различни части от света. През 1994 е представена Ланча Каппа. Предната част е в стила на Дедра, а луксът и новаторството в задните габарити е на ниво. Комби версията на Каппа е дело на Пининфарина. Заедно с него и Купе версията на Каппа са високо ценени заради техническите характеристика, стила и добре оформеният интериор. Първият миниван на марката се появява през 1994. Ланча Зета носи типичната предна решетка стила на Дедра в разширен вариант и предлага 7 места и редица екстри. Автомобилът е плод на сътрудничеството между Фиат, Пежо и Ситроен-Еврованс. Има предложение за производство на нови лекотоварни автомобили на базата на Фиат Скудо и Фиат Дукато както в духа на Ланча СуперДжоли, но съжаление тази идея се смята за нерентабилна и не се стига до производство. През 1996 в стила на предишните малки модели се появява Ланча У. Този модел е най-продавания на марката и са произведени около 808 000 екземпляра. През 1997 започва проектирането и показването на различни прототипи за нови модели на Ланча, които да насочат марката към нов път по автономен и различен от този на Фиат груп. Истински пример за това е Ланча Либра. В духа на новите технологии автомобилът е оборудван с редица нови електронни системи и дори с бордови компютър. Дизайнът е новаторски и за автомобилостроенето. Напомня за легендарните седани. Цялостното добро изпълнение и добрите материали правят автомобила много популярен. Лошото е, че моделът не е предлаган на няколко пазара, на които този модел би постигнал добър успех.

През 2001 в стила на Либра и прототипа Диалогос, Ланча представя Ланча Тезис. Освен с новаторски дизайн, екстравагантен интериор и нови решения за подобряването на пътното поведение Ланча именува автомобилите си с имена свързани с историята. Също и с това идват и проблемите. Високите цени, проблеми с ръждата и качеството и неправилните пазарни разположения довеждат до нови трудности за Ланча. За разлика от Алфа Ромео, която има значителен ръст в продажбите Ланча се нуждае от преструктуриране на гамата си. През 2003 започва производството на Ланча Ипсилон. Върху същата база година по-късно е дадена зелена светлина на малкия миниван на компанията Ланча Муза. Автомобилът още е наричан и градската лимузина поради високата степен на комфорт в нея. Същата година се появява и наследникът на Ланча Зета – Ланча Федра. Моделът е с нови линии на вратите и също на базата на предишните ванове. Моделът постига неочакван успех. Продадени са около 40 000 екземпляра. През 2005 се заговаря за завръщане на Ланча в Световния Рали шампионат, пускането на високопроходим автомобил, връщането на легенди като Ланча Стратос, но нито един от тези проекти не е реализиран. През 2007 Ланча остава само с два модела, въпреки че годината е най-успешната за това десетилетие за ФИАТ Груп. През 2008 е представено третото поколение на Ланча Делта. Автомобилът постига умерени успехи. Третата Делта е повече ексклузивна отколкото спортна и трудно може да се нарече хечбек. Издължените ѝ фарове дават началото на новата дизайнерска линия на компанията. Проекти като ново купе Ланча Аурелия и седанът Ланча Флавия остават само на хартия. През 2009 Фиат придобива контрол над Крайслер и новите модели на Ланча се съчетават с тези на Крайслер.

През 2009 на автомобилното изложение във Франкфурт Ланча и Крайслер се представят на един щанд под намека, че двете компании имат съвместно бъдеще. На автомобилното изложение в Детройт следващата година е представен прототипа Крайслер Делта. Сливането на двете компании е презентирано като взаимен опит между компании със „страст“ (Ланча) и „сила“ (Крайслер). Много от хората не тълкуват добре това изказване, имайки предвид че са пренебрегнати силните технологични постижения на Ланча и мощните двигатели, които е правила.
През 2010 излиза концепцията за новата линия на марката. В Европа (без Великобритания и Ирландия) моделите на Ланча и Крайслер ще се продават с логото на Ланча, а във Великобритания, Япония и Ирландия – с логото на Крайслер. Крайслер Ипсилон и Крайслер Тема реализират добри продажби в Обединеното кралство и Ирландия, но за Ланча моделите Ланча Тема и въведения през 2012 кабриолет Ланча Флавия не носят добри резултати. След спирането на Ланча Муза единствено моделите Ланча Ипсилон и Ланча Вояджър носят лъч надежда в бъдещето на марката. След представянето на прототипите и серийните версии на Ипсилон, Тема, Вояджър и Флавия седанът Ланча Флавия си остава само прототип поради остарялата техника и решението на борда да не рискува да предложи модела на европейския пазар. Много ревностни фенове критикуват преобразяването на американските модели с чертите и емблемата на Ланча. Много издания коментират този факт като грешка и истинска катастрофа. Предложени са алтернативни модели, за да бъде спряно това обезличаване на марката, но без успех. През 2012 и 2013 продажбите на марката, въпреки ръстовете на някои пазари, падат. В края на 2013 е показан заместникът на Крайслер 200Ц, а автомобилът е бил очакван да се появи и като Ланча в Европа. Официално през 2014 след създаването на Фиат Крайслер Аутомобайлс е обявено, че марката Ланча остава само със своя модел Ипсилон и ще се продава само в Италия.

## Ръководство
От създаването се през 1906 до 1937 г. президент на компанията е Винченцо Ланча. След смъртта на Винченцо компанията минава през много трудности. Съпругата на Винченцо Ланча – Аделе преговаря с Уго Гобато и Гауденцио Боно за развитието на компанията в бъдеще. Въпреки всичко, мениджърите в борда на компанията и намесата на Артуро Ланча – брат на Винченцо, компанията продължава напред. През 1947 г. синът на Винченцо – Джани застава начело на компанията. Поради скъпите проекти и ненужни инвестиции през 1957 г. „Ланча“ е продадена на италианския предприемач Карло Пезенти. Малък процент от акциите на компанията са останали в семейство Ланча. Компанията не успява да реализира нужните продажби и поради други фактори през 1969 г. Пезенти продават „Ланча“ на ФИАТ. От 2007 до 2013 г. начело на компанията е Саад Чехад, а през 2013 този пост заема Антонела Бруно.

### Производствени бази
Първоначалните планове и тестове на пробни автомобили са били на улиците Ормеа и Доницети и по-късно в местността Петраяка – южната част на Торино. През 1904 започва изграждането на фабрика за ремонтно-производствени дейности. Винченцо Ланча решава чрез натрупаният му опит във ФИАТ, техническите му познания и новаторските му идеи, да основе собствена марка. Първата производствена база се намира на улица „Монджинерво (Борго Сан Поуло)“ в централната част на Торино. В едно от първите халета на компанията е било помещаван и друг италиански производител Итала. През 1908 г. площта ѝ е 888 m2, 1910 – 3300 m2, а през 1911 г. след реконструкция за по-голямо производство, както и на допълнителни компоненти става – 60 000 m2. „Монтедженеве“ е предприятие за производство и доставка на компоненти за марката. През 1935 г. група технически експерти от товарното подразделение на „Ланча“ е изпратено в град Боланцо за построяване на промишлено предприятие. „Стабилименто ди Боланцо“ наема първите си работници през 1937 г. През 1954 г. под ръководството на сина на Винченцо – Джани Ланча е построена нова супер сграда – „Гратачиело Ланча“ – небостъргач на 24 етажа в центъра на Торино. През 1957 поради финансови затруднения и криза в „Ланча“ небостъргачът е продаден на частни лица. Поради промените в ръководните постове в компанията и промени в производствените планове през 1963 г. се построява фабриката в Кивиасо – „Стабилименто ди Кивиасо“. Там се произвеждат моделите Филвиа, Бета, Гама, Делта, Призма, Делта и купето на модела Каппа. От сътрудничеството си с ФИАТ модела У10 е произвеждан в заводите на ФИАТ в Миафиори, Арезе, Десио и Помилиано Д`Арко (на Алфа Ромео). Модели като Тезис, Дедра и Лубра се произвеждаха във фабриката Ривалта в Торино, втората генерация на Бета в Пампола в Испания, втората генерация на Ипсилон в Термини Имерезе в Палермо–Италия и минивановете Зета в Валенсиенес – Франция. Моделът Муза се произвеждаше в Миафиори. Третата генерация на Ланча Ипсилон се е произвеждала в Тихи, Полша. Ланча Делта – в Кассино, Италия, Ланча Флавия – в Стерлинг Хейгхтс в Мичиган САЩ, Ланча Тема – в Брамбтон Онтарио, Канада, Ланча Вояджър – в Уиндсор, Канада.

## Лого
Оригиналното лого на компанията е разработено от граф Карло Бишчерети ди Руфия (автомобилният музей в Торино е кръстен на него). До 1911 г. името „Ланча“ се изписва върху повечето автомобили. През 20-те години се обсъждат множество предложения за логото на марката. Класата и индивидуалността трябвало да бъдат показани по някакъв начин. Идеите за лого били свързани с различни видове геометрични фигури-ромб и правоъгълник, маслинови клонки. През 1911 г. се появява първото лого – щит със знаме и името „Ланча“ в средата. През 1929, 1957, 1974 и 2007 г. логото минава през различни козметични промени.

## Иновации
- 1915 Ланча Тета е първия автомобил с внедрена електрическа система за управление на светлините, стартиране на двигателя и свързването ѝ към командния плот.
- 1918 Патент за 8 цилиндров двигател на 45 градуса.
- 1922 Ланча представя един от най-успешните си ходове с революционния автомобил Ламбда с независимо предно окачване от шасито на автомобила.
- 1931 Ланча Астура е първият автомобил с монтирана еластична система към двигателя и недопускане вибрациите на мостовете да достигат до мотора на автомобила.
- 1933 Ланча Аугуста се смята за първия произведен седан в света.
- 1937 Ланча Априлия – първите аеродинамични тестове за независимо окачване на четирите колела.
- 1948 Ланча Ардеа първият автомобил с петстепенна скоростна кутия.
- 1950 Ланча Аурелия първият автомобил с V6 двигател на 60 градуса с блокиране на диференциала.
- 1964 Ланча Флавия първият автомобил с предно задвижване.
- 1982 Ланча Треви първият автомобил с електронно впръскване на горивото.
- 1995 Ланча У първият автомобил, който предлага над 100 цветови комбинации в гамата си.

## Асоцииране с други производители
Ланча не е тясно свързана с други производители до края на 60-те години на ХХ век. По това време продукцията на компанията е с висока цена, най-вече поради високите стандарти на производство. В стремежа си да произвеждат продукт с най-високо качество, шефовете на компанията жертват производителността и повишените разходи, и когато от другия голям производител – ФИАТ предлагат да изкупят компанията през 1969 г., те приемат.
Това не е краят на самостоятелната марка „Ланча“, като компанията под новото ръководство продължава да произвежда нови модели, първият от които е легендарният „Стратос“ (1970), последван от моделите „Гама“ и „Бета“, като по този начин ФИАТ демонстрира, че иска да запази имиджа на марката.
През 1980 г. компанията си сътрудничи с шведската компания СААБ, като друг много популярен модел – Ланча Делта се продава като „СААБ 600“ в Швеция. През 1985 г. от компанията споделят платформата за модела „Тема“ със СААБ 9000, ФИАТ Крома и Алфа Ромео 164. През 2011 новите модели, седанът Тема и Вояджър, се произвеждат на платформата на Крайслер 300Ц и Крайслер Гранд Вояджър. Причината за това е увеличаването на производствената гама на компанията, след като ФИАТ спасява от фалит Крайслер. През 2012 моделът „Флавиа“ е на базата на Крайслер 200 Кабриолет. Показният седан на „Ланча Флавиа“ през 2012 г. не е пуснат в производството поради старата техника на модела и предстоящото му модернизиране.

### Настоящи модели
| Ипсилон                               | Делта                                      | Флавиа                  | Тема                             | Вояджър                        |
| ------------------------------------- | ------------------------------------------ | ----------------------- | -------------------------------- | ------------------------------ |
| - Градски автомобил - 5-вратен хечбек | - Малък семеен автомобил - 5 вратен хечбек | - Кабриолет - Двувратен | - Голям седан - Четириврат седан | - Миниван - Четириврат миниван |
|                                       |                                            |                         |                                  |                                |

### Автомобили
- 1908 Ланча Алфа 12СК
- 1909 Ланча ДиАлфа
- 1909 Ланча Бета 15-20КС
- 1911 Ланча Гамма 20КС
- 1912 Ланча Делта 20-30КС
- 1912 Ланча ДиДелта
- 1912 Ланча Епсилон
- 1915 Ланча Зета 12-15КС
- 1917 Ланча Тета
- 1919 Ланча Каппа (1919)
- 1921 Ланча Дикаппа
- 1922 Ланча Трикаппа
- 1923 Ланча Ламбда
- 1926 Ланча ДиЛамбда
- 1931 Ланча Астура
- 1932 Ланча Артена
- 1933 Ланча Аугуста
- 1937 Ланча Априлия
- 1932 Ланча Артена
- 1939 Ланча Ардеа
- 1950 Ланча Аурелия
- 1954 Ланча Аппиа
- 1957 Ланча Фламиниа
- 1961 Ланча Флавиа
- 1964 Ланча Фулвиа
- 1971 Ланча 2000
- 1972 Ланча Стратос
- 1972 Ланча Бета
- 1975 Ланча Монтекарло
- 1976 Ланча Гамма
- 1979 Ланча Делта
- 1980 Ланча Треви
- 1982 Ланча А112
- 1982 Ланча Призма
- 1982 Ланча 037
- 1985 Ланча У10
- 1985 Ланча Тема
- 1989 Ланча Дедра
- 1995 Ланча Хиена
- 1994 Ланча Каппа
- 1994 Ланча Зета
- 1995 Ланча Делта
- 1996 Ланча Ипсилон
- 1999 Ланча Либра
- 2002 Ланча Тезис
- 2002 Ланча Федра
- 2004 Ланча Ипсилон
- 2005 Ланча Муза
- 2008 Ланча Делта
- 2011 Ланча Ипсилон
- 2011 Ланча Тема
- 2011 Ланча Вояджър
- 2012 Ланча Флавиа (2012)

### Специални автомобили
- Ланча Флорида

През 1957 Ланча произвежда специална президентска версия на автомобила Ланча Фламиниа. Ланча Флорида е произведена под ръководството на директора на компанията Антонио Фессиа. Джовани Гронки е използвал автомобила за публични изяви и да демонстрира силата на италианската икономика.
- Ланча Тема лимузина

- Ланча Каппа лимузина

- Ланча Тезис Стола

Прототип на дълга лимузина на базата на Ланча Тезис.
- 1999 Ланча Тезис Юбилейо

Автомобил прототип анправен специално за папа Йоан Павел II.

## Прототипи
Ланча притежава и автомобили-шедьоври, които за съжаление не влизат в производство. От сътрудничеството си с Пининфарина, Бертоне и Загато и собствени разработки, компанията пише със златни букви името си в историята. През 1948 е показан модел купе – Ланча Аурелиа Купе. През 30-те и 40-те са известни няколко модела, произведени в единични серии, но без определени наименования.
- 1947 Ланча Априлия Пининфарина Кабрио
- 1947 Ланча Ардеа Пининфарина
- 1953 Ланча ПФ 2500
- 1958 Ланча Фламиния Лортамо
- 1962 Ланча Фламиния Спайдер Алмфи
- 1969 Ланча Марица
- 1970 Ланча Стратос Дзеро
- 1970 Ланча Мегагамма
- 1971 Ланча Дунджа
- 1974 Ланча Мизар
- 1978 Ланча Сибило
- 1978 Ланча Делта Кастания
- 1979 Ланча Спайдер
- 1980 Ланча Медуза
- 1982 Ланча Орка
- 1984 Ланча Тугедър
- 1988 Ланча Хит
- 1992 Ланча Магия
- 1993 Ланча Тема Купе
- 1995 Ланча Каяк
- 1997 Ланча Ионос
- 1998 Ланча Диалогос
- 2001 Ланча Неа
- 2003 Ланча Грандтуризмо
- 2003 Ланча Кандахар
- 2003 Ланча Фулвия Купе
- 2004 Ланча Стола
- 2005 Ланча Феноменон Стратос
- 2005 Ланча Хаизеа
- 2008 Ланча Делта прототип
- 2011 Ланча Флавия седан

## Идеи за бъдещи автомобили
- 2005 Ланча Туран – комбинация между хечбек и миниван
- 2005 Ланча Атмос – малко купе с четири врати
- 2005 Ланча Адемас – високопроходим миниван
- 2005 Ланча Лимузин плюс – луксозен автомобил с общо 8 места. В салона на автомобила седалките са разположени една срещу друга.
- 2005 Ланча Ефусиор – двуврат кросоувър-купе
- 2008 Ланча Бордо – двуврато купе

## Лекотоварни автомобили
За един от първите миниванове на Ланча се смята версията фургон на Ланча Ардеа. От този модел са произведени няколко десетки броя, като началото е поставено в средата на 50-те години. През 1951 е произведен и първият фургон Ланча Бета (фургон). Моделът се предлага предимно в Италия, но намира клиенти във Франция и Испания. Сериите на модела започват от Зет 10(Z10) до Зет 51(Z51). Ванът е използван предимно от малки фирми и предприемачи за превоз на продукция и стоки. Пътническата версия на модела и използана като превоз на работници от частни компании и туристически обиколки. Ланча Бета е използван на големите летища в Италия. Ланча произвежда специални версии за бързата помощ и органите на реда в големите италиански градове. Миниванът е останал в историята на италианското автомобилостроене от експедицията, в която е участвал за прекосяване на континента Африка. Шаситата на Ланча Бета са произведени от Виберти. Наследникът на Ланча Бета в товарното подразделение се появява през 1959 г. Тогава е представен моделът Ланча Джоли или Ланча Джоли 809. Каросерията на модела е дело на ОСИ. През 1963 е представена втора версия на Ланча Джоли – Ланча СуперДжоли. Моделът се предлага в голяма част от Европа и носи големи успехи във Великобритания и Германия. От първата версия – Ланча СуперДжоли 1500 са произвеждани предимно товарни версии и кемпери. След 1965 Ланча СуперДжоли 1800 е подложена на фейслифт спрямо Ланча СуперДжоли 1500. Има промени в предната решетка и линиите на страничните врати. Ланча СуперДжоли 1800 използва фаровете от автомобила Ланча Флавия. Италианската телевизая РАИ използва няколко фургона СуперДжоли 1800 като подвижни телевизионни станции.
Италианската армия също използва подобни фургони във военни учения и операции. Кемперите Супер Джоли 1800 са печелили много симпатии поради качеството и редица удобства. СуредДжоли 1800 има и множество други версии свързани с туристическо обслужване и граждански дейности. За разлика от Алфа Ромео и Фиат, Ланча спира собственото си производство на лекотоварни автомобили и ги пренасочва към Ивеко. Компанията има принос в създаването на модела Ивеко Дейли.

## Автобуси
След производството на първия си камион компанията започва производство и на автобуси в товарното си подразделение. Първият автобус на комапнията е базиран на камиона Джота – автобус Ланча Джота. Автобусите са предимно за ведомствен транспорт. Първата година след производство започват до служат като градски коли в Рим, Милано, Торино и извън Италия в няколко страни сред които Русия, Великобритания. През 1927 започва производството на Ланча Омикрон (автобус). Може да се каже, че това е един от най-успешните автобуси на компанията преди Втората Световна война. Автобусът има версия на един два и три етажа. Освен тези версии има дълга и къса версия – „Ланча Омикрон Л“ и „Ланча Омикрон Ц“. През 1929 се смята, че Ланча произвежда един от първите триетажни автобуси макар и третия етаж да е на половина. Моделът Омикрон е използван като ведомствен автобус на няколко големи италиански компании, като междуградски автобус между Рим и други градове, като градски автобус в големи европейски градове предимно във Франция и Италия. Голямата слава на този модел идва от страните Египет, Судан, Алжир и Либия, където моделът е изминавал над два милиона километра. Едноетажният „Омикрон“ е с 6 цилиндров двигател – 92 конски сили, а двуетажния с 96 конски сили. Също така автобусът е използван и като туристически автобус за италиански забележителности, курорти и резервати. През 1935 е представен Ланча Ро (автобус). Както предшествениците си е използван като градски и междуградски автобус. Поради увеличеният пътникопоток ръководството на компанията пуска автобуси с ремарке и съчленени версии на Ланча Ро. След края на войната се появява един също успешен модел на Ланча. През 1952 е представен Ланча Есатау (автобус). Въпреки увеличеното производство на автобуси от Фиат, Алфа Ромео, ОМ и Менарини Есатау успява на намери пазар в Италия и Европа. С този модел автобусите на Ланча за първи път стъпват в някои градове. Ланча есагамма (автобус) е последният автобус произведен от компанията. Въпреки това остава на вярна служба в редица италиански и много европейски градове. Най-разпространени от серията Есагамма са Ланча Есагамма 713 и Ланча Есагамма 718. Каросериите на модела са разработени съвместно със Сеат-Касаро, Пиостиези и Виберти. Моделът „Ланча Есагамма 718“ е наследник на 703 и също като него има и единична, и съчленена версия. Производството на автобуси Ланча е пренасочено към градски автобуси Ивеко и по-късно на Ирисбус.

## Тролейбуси
Производството на тролейбуси Ланча започва през 1953 с производството на Ланча Есатау В11. Тролейбусът е произведен съвместно с Касаро и Миланската електрическа компания. Около 80 броя са доставени за Италия и 46 за Атина, Гърция. На базата на автобусите и камионите „Есатау“ се изгражда и тролейбусът „Есатау 11“. В началото на 60-те моделът е произвеждан за тролейбусните системи. През годините около 10 броя са изнесени за чужбина – Египет и Гърция. Моделът е с каросерия от Гаравини. Притежава 122 конски сили. Няколко броя са били в експлоатация в Атина, Гърция. Произведени са около 60 броя. Заедно с компанията БредаМенаринибус Ланча произвежда десетки тролейбуси Ланча Менарини за няколко италиански града. В края на 60-те години е произведен тролейбусът Ланча Бимакс в малка серия. Машината е била на служба в Атинската тролейбусна система. През 1966 започва производството на тролейбусите Ланча Диалфа за Порто, Португалия. От тях са произведени 25 единични тролейбуса и 50 двуетажни тролейбуса. Днес един от двуетажните екземплари се намира в музея на тролейбусите във Великобритания.

## Камиони
В началото на 1911 върху базата на Ланча Ета е произведена първата така наречена камионетка-автомобил за пренасяне на товари. След навлизането на автомобилите в обществото Винченцо Ланча предприема нова посока в развитието на марката. В завода на компанията в Торино е открита нова поточна линия за товарни превозни средства. През 1921 Ланча показва собствена разработка на товарен автомобил – Ланча Джота. Камионът е разработен върху удължена платформа на Ланча Ета като има редица подобрения върху мостовете и капацитета на товара, който колата може да превози. Серията Джота продължава да се произвежда до края на 30-те години. Камионите Джота са използвани най-много в леката индустрия (предимно млекопреработването). Освен в нея други екземпляри са използвани в ремонтно-конструктивната дейност. През 1926 е представен Ланча Омикрон (камион).
Машините освен в товарните превози са използвани и за нуждите на обществото като пожарен автомобил и авариен автомобил (електроснабдяване).
През 1933 на сцената се появява Ланча Ро. Използвайки платформа от предшественика си Ланча Омикрон товарният автомобил печели добра репутация както в родината си така и в други страни в Европа и Близкия изток. Той е един от първите камиони с прикачено ремарке. Ланча Ро ползва различни надстройки за пренасяне на различни видове товар. Има версии като автовлак, цистерна, влекач и други специализирани модели. Черна страница за модела е това, че няколкостотин бройки от него са използвани през двете световни войни. През 1935 е построен завод за товарни автомобили в Боланцо. Производството на товарни автомобили е съсредоточено в това предприятие. През 1950 Ланча показва върху нова платформа иновативния товарен автомобил Ланча Есатау. Използван е като превозвач на стоки и в развиващата се индустрия из цяла Италия, но освен това автомобилът затвърждава позициите си в строителството. Качествата му и добрата му товароносимост го правят предпочитан и е бил категоризиран като по-добър от конкурентите си – Фиат, Ом и няколко европейски производители. След като Ланча завоюва своите позиции в сектора на товарните автомобили, въпреки тежката криза, която е обхванала нейното автомобилно прозвоство, продължава да бъде иновативна в разработването на нови компоненти и системи. Ланча Есаделта е представен през 1959 година. Автомобилът носи доброто име на Ланча из цяла Европа и в страни от Азия, Африка и Южна Америка. Притежава изключително разнообразие от надстройки, а кабината може да бъде единична или двойна. Есаделта също така е и един от първите камиони с 4 или 5 мостова структура. Последният камион на марката е представен през 1962 и е произвеждан до 1972. Това е Ланча Есагамма. След като Ланча става чест от Фиат груп се взема решение за създаването на Ивеко и технологиите и производствените бази на Ланча са използвани за нуждите на новата марка.

## Военни автомобили
Ланча стартира своето военно производство с модела Ланча 1Z през 1912. Тази военна машина е използвана от Италианското кралство през Първата световна война. Ланча 1Зет е участвал в италианската интервенция в Либия и в бойни действия на стария континент. Бойната машина е била конструирана с помощта на италианския гигант Ансалдо. Проектант на машината е Гуидо Корни. Повечето версии са били снабдени с три картечници Максим. След края на войната останалите бройки за няколко години са били използвани като патрули или за учения на италианската армия. По време на Втората световна война Ланча произвежда военна версия на камиона Ланча Ро и на автомобила Ланча Аурелия. По време на Втората световна война през 1942 Ланча пуска в производство – Ланча Линче. Произведен е в 250 екземпляра и е използван при тежкото положение, в което е попаднала Италия. След края на войната десетки бройки са останали в служба на република Италия. Днес няколко експоната са запазени за италианските музеи.
През 1954 година компанията произвежда високопроходими камиони Ланча ЦЛ51 и Ланча ТЛ51.

## Електрически машини
През 1941 Ланча произвежда първия си електрически камион – Ланча Е290. Година по-късно компанията пуска Ланча Е291.

## Амфибии
През 1971 Ланча конструира два товарни автомобила, които могат да преминават и водни препятствия Амфибио Ланча с мощност 92 и 74 конски сили.

## Други
През 2007 компанията представя велосипедът Ланча УрбанБайк. Велосипедът е прототип. Рамата му е от карбон.
През 2009 Ланча представя прототип на своята първа яхта Ланча ДиЛанча – Ланча Супербоат.

## Автомобилни спортове

### Формула 1
След като синът на Винченцо Ланча – Джани Ланча става директор на фирмата, тя започва да участва по-често в моторните спортове, и в крайна сметка в Ланча взимат решение за създаването на спортен автомобил, с който да участват в световния шампионат на Формула 1. Виторио Хано е избран за дизайнер на новата машина и неговата състезателна машина „Lancia D50“ е готова за Голямата награда на Испания 1954 г., когато Алберто Аскари печели пол-позишън. В състезанието за Голямата награда на Монако 1955 г. Аскари катастрофира в района на пристанището, след като пропуска един шикан. Една седмица по-късно Аскари загива при инцидент по време на тестовете на спортен автомобил Ферари, на пистата Монца. Със смъртта на Аскари, както и поради финансови проблеми, Ланча се оттегля от състезанията. Общо Ланча спечелва две победи и десет подиума във Формула 1.
Техническият екип на Ланча е прехвърлен към екипа на Скудерия Ферари, когато Хуан Мануел Фанджо спечелва шампионат през 1956 година с автомобила Ланча Ферари.

### Рали шампионат
„Ланча“ се представя много успешно в моторните спортове през годините, но най-вече в Световният рали шампионат WRC. В WRC те стават най-успешния тим, който печели титлите при производителите, с автомобила Ланча Стратос (1974, 1975 и 1976), с модела Ланча 037 (1983) и Ланча Делта (от 1987 до 1992). Делта става и най-успешният модел в историята на шампионата.
Юха Канкунен и Мики Биасон спечелват и две титли при пилотите с Ланча Делта Интеграле. Други пилоти, печелили победи с автомобили на италианския производител, са Марку Ален, Дидие Ориол, Сандро Мунари, Бернар Дарниш, Валтер Рьорл, Бьорн Валдегард и Хенри Тойвонен.
Историята на Ланча е помрачена от трагедия, при която загива талантливият италиански пилот Атилио Бетега в Рали Корсика през 1985 г., с автомобил Ланча 037, а по-късно и от смъртта на финландския шампион Хенри Тойвонен, който загива с Ланча Делта S4 в същото рали, точно една година по-късно. Тези смъртни случаи в крайна сметка водят до края на група Б.

### Други автомобилни състезания
По време на господството на Ланча в Световния рали шампионат компанията решава да разшири дейността си в други шампионати със спортни автомобили в края на 70-те години, като това продължава до средата на 80-те. Първоначално се разработва прототип на Ланча Стратос „СН“, който да участва в шампионата на ФИА „Група 4“, както и разработка, с която компанията участва за кратко в шампионата на ФИА „Група 5“. Колата е заменена с модела Ланча Монте Карло. През 1982 г. екипът е преместен в „Група 6“, като се състезава със Ланча Спайдър, последван от участие в „Група В“, с модела Ланча LC2, като основна черта на модела е двигателят Ферари, с който се състезават през 1983 г.
LC2 спечелва 13 пол-позиции, но резултатите в състезанията като цяло са възпрепятствани от лошата надеждност и високия разход на гориво, като успяват да спечелят три европейски и едно световно състезание по издръжливост. Неспособността на екипа да се конкурира с господстващите по това време германски модели Порше 956 и Порше 962, водят до напускането на тези шампионати в края на 1986 г., с цел екипа да се съсредоточи върху Световния рали шампионат, но няколко частни екипа продължават да се състезават с модела LC2 до началото на 90-те години.

## Двигатели

### Четирицилиндрови
- Типо 51(12 конски сили)
- Типо 53(18 конски сили)
- Типо 54(12 конски сили)
- Типо 55(20 конски сили)
- Типо 58(30 конски сили)
- Типо 60(50 конски сили)
- Типо 61(35 конски сили)
- Типо 64(70 конски сили)
- Типо 66(87 конски сили)
- Типо 67(78 конски сили)

### Осемцилиндрови
- Типо 68(98 конски сили)
- Типо 227(110 конски сили)

### Дванадесетцилиндрови
- В12(120 конски сили)

### Други
- Боксер Ланча
- Ланча V4
- Ланча V6

## Специализирани автомобили
Италианската полиция е имала служебни автомобили Ланча Флорида през 60-те, Ланча Дедра и Ланча Либра през 90-те.
През 2009 полската полиция получава няколко полицейски автомобила от третата генерация на Ланча Делта.
Ланча Каппа от 1994 е използвана от италианските части за тежки престъпления-карабинери.

## Събития
Марката е спонсор на церемонията за Нобелова награда за мир през 2008 и 2011.
Ленча е представителен автомобил на филмовия фестивал във Венеция.

### Телевизионни изяви
През 2009 едно от най-известните телевизионни автомобилни поредици Топ Гиър определя марката като един от най-великите автомобилни производители. Авторите определят легендарните автомобили на марката като символ на изкуството, брилянтни и елегантни. Дават се откъси от провеждането на тестове с модели като Ланча Априлия, Ланча Делта, Ланча 037, Ланча Стратос и други. Дава се откъс и от събирането на британския клуб на Ланча. Водещите подчертават проблема с потъпкването на марката от страна на Фиат.